# واتاشن
واتاشن، روستایی است از توابع بخش مرکزی شهرستان نور در استان مازندران ایران.

## جمعیت
این روستا در دهستان ناتل‌کنار علیا قرار دارد و براساس سرشماری مرکز آمار ایران در سال ۱۳۸۵، جمعیت آن ۲۰ نفر (۵خانوار) بوده‌است. مردم واتاشان از قومیت طبری هستند که ریشه آن به قوم آمارد و قوم تپوری می‌رسد. مردم واتاشان به زبان طبری (مازندرانی) و گویش کجوری سخن میگویند.